# Малинский, Марк Леонтьевич
Малинский Марк Леонтьевич (1758—1826) — государственный деятель, действительный статский советник. Педагог и поэт XVIII в. 

## Биография
Из полтавских помещиков. Малинские — дворянский род польского происхождения, герба Пятирог. Внесены в ДРК Бессарабской, Херсонской губерний и Царства Польского. В Российской империи утверждённого герба род не имел. 
Образование получил в Харьковском коллегиуме. Ученик архиепископа Астраханского и Кавказского Сильвестра (Лебединского). 
В 1778 вступил в службу преподавателем орфографии училищ новообразованной Новороссийской губернии; в 1780 — в должности и чине переводчика, учитель орфографического класса Кременчугского городского училища. Автор оды «Среди блаженств, среди покоя…», посвященной императрице Екатерине II и в торжественном собрании училища от 25 ноября (6 декабря) 1780 читанной в присутствии новороссийского губернатора, ген.-майора Н. Д. Языкова.  
В 1782—1783 — в должности и чине коллежского переводчика (с польского языка) Новороссийской губернской канцелярии.
В 1784—1788 — в должности секретаря Приказа общественного призрения Екатеринославского н-ва. Состоял при правителе наместничества, ген.-майоре И. М. Синельникове. В той должности произведён коллежским асессором 13 (24) февраля 1786. 
C 1789 по 1796 — в должности советника Кавказского наместнического правления. В той должности пожалован надворным советником 31 декабря 1792 (11 января 1793) и кавалером ордена Святого Владимира 4 cт. 22 сентября (3 октября) 1795.  
С 1796 по 1799  — советник Астраханского губернского правления. Состоял при астраханском губернаторе.  
Назначен на вакансию канцелярии советника при подольском губернаторе, с производством в коллежские советники 11 (22) марта 1799. В той должности пожалован статским советником 7 (19) июня 1800.
Представление Правительствующего Сената в 1802 кандидатом на вакансию литовского вице-губернатора оставлено без удовлетворения.
Из числа представленных Правительствующим Сенатом кандидатов на должности вице-губернаторов назначен астраханским вице-губернатором 24 июля (5 августа) 1803 и состоял в той должности по май 1808. По должности управлял Астраханской казённой палатой и неоднократно исправлял должность астраханского губернатора.  
После смерти предшественника — Н. М. Картвелина, в том же — 1808, назначен на вакантную должность кавказского гражданского губернатора 12 (24) мая 1808, с производством в чин действительного статского советника.  
Уже в новой должности, по представлению сенатора И. Н. Неплюева, Александр I высоко оценил и особо отметил заслуги М. Л. Малинского в борьбе с распространением эпидемии бубонной чумы по прежней его должности астраханского вице-губернатора, пожаловав его орденом Святой Анны 1 степени 23 декабря 1808 (4 января 1809).  За труды по должности кавказского гражданского губернатора пожалован орденом Святого Владимира 3 степени 20 июля (1 августа) 1811.
После отставки, по болезни, предшественника — ген.-майора Ф. И. Ахвердова, переведён в Тифлис, на должность грузинского гражданского губернатора 5 (17) августа 1811. Управлял гражданской частью в Грузии во время боевых действий с грузинскими и кахетинскими повстанцами в кампанию 1812 Кавказской войны за овладение Душетской крепостью и центром Алазанской долины — крепостью Телави, проходившей на фоне продолжения Русско-персидской войны 1804—1813 и Отечественной войны 1812. За «отличное и всегда с неутомимой ревностью продолжаемое вами служение, и труды, понесенные во время управления вами Кавказской губернией, и подъятые в настоящем вашем звании грузинского гражданского губернатора <…> в ознаименование оных, всемилостивейше жалуем вас кавалером ордена Святого Владимира второй степени большого креста» 14 (26) февраля 1813.  За участие в Отечественной войне 1812 (сбор пожертвований в пользу раненых и увечных воинов, устройство благотворительных мероприятий в честь побед над наполеоновскими войсками и пр.) был награждён бронзовой дворянской медалью «В память Отечественной войны 1812» (12.12.1816).
По окончании кампании 1813 Кавказской войны против грузинских повстанцев-хевсуров, под предводительством грузинского царевича Александра Багратиона, и отрядов правителя Газикумухского ханства Сурхай-хана II, в том же — 1813, переведён обратно в Георгиевск. В связи с назначением 29 июля (10 августа) 1813 правителя Имерети, ген.-майора Ф. Ф. Симановича, и. д. гражданского губернатора Грузии, с правами и военного генерал-губернатора, с оставлением и в прежней его должности, переведён вновь кавказским гражданским губернатором 22 сентября (4 октября) 1813, с «жалованием и столовыми деньгами, им ныне получаемыми».  Вновь управлял гражданской частью Кавказской губернии с осени 1813 по лето 1819. В 1818 избран вице-президентом Кавказского отделения Российского библейского общества, учреждённого в Георгиевске.
Будучи по образованию педагогом, М. Л. Малинский, по первом прибытии к должности кавказского губернатора, стал инициатором учреждения в губернии уездных училищ. В частности, его трудами было открыто Ставропольское уездное училище, состоявшее в ведении попечителя Казанского учебного округа. Позднее, при втором своём назначении кавказским губернатором, он добивался открытия уездного училища в Кизляре и губернской гимназии в Георгиевске. Многолетняя служба на Кавказе сопровождалась конфликтами М. Л. Малинского с представителями военно-административной власти, в частности по вопросам, связанными с разграничением полномочий по управлению карантинными мероприятиями по Кавказской линии. По доносам на высочайшее имя, неоднократно обвинялся разными лицами в злоупотреблениях по должности. В следствие «изустного завещания» присвоил недвижимое имение бездетно умершего моздокского 2-й гильдии купца Захара Николаева. В конечном итоге, командир Отдельного Грузинского (Кавказского) корпуса, генерал от инфантерии А. П. Ермолов, добивавшийся переустройства на свой лад военно-гражданского управления на Кавказе, в июле 1819, в донесении на имя министра полиции С. К. Вязмитинова, открыто обвинил Малинского в некомпетентности, служебной халатности и в растрате казённых средств, выделенных Государственным советом для обустройства Кавказских Минеральных Вод.  Не дожидаясь результатов сенатской ревизии гражданской части Кавказской губернии, проводившейся в 1818 сенаторами Б. А. Гермесом и Д. Б. Мертваго, Малинский был «удалён» от должности кавказского гражданского губернатора и подал прошение об отставке осенью того же — 1819 г. 
Уехав с Кавказа, в отставке жил в Москве (1821—1826). Умер там же в 1826.

## Семья
Был холост. 
- Сестра — N Бахкаловская, урождённая Малинская. Жена происходившего из малороссийского казачества Полоцкого мушкетерского полка подполковника Прокофия Бахкаловского (? — 1807): поручик Малороссийского корпуса пеших стрелков (1794—1796); 09.03.1797 — по расформировании корпуса определён в Уфимский мушкетёрский полк; 17.05.1797 — переведён в Полоцкий мушкетёрский полк; 24.09.1797 — штабс-капитан; 24.12.1798 — капитан; 27.11.1799 — майор; 23.04.1806 — подполковник; 14.04.1807 — исключён из списков умершим от полученных в сражении ран. Их дети: Василий старший, Василий младший.

Наследники М. Л. Малинского, утверждённые в наследственном праве: сестра — жена унтер-офицера Марина Маркова, урождённая Малинская (?) или Бахкаловская (?), в одном источнике названа сестрой Малинского, в другом — сестрой братьев Бахкаловских; племянники, начальник отделения Департамента путей сообщения и коллежский асессор (1826), а впоследствии правитель канцелярии Совета путей сообщения и публичных зданий, статский советник и кавалер Василий Прокофьев Бахкаловский, его брат — местечка Колиберды (Келеберды) на р. Днепре, Кременчугского уезда, Полтавской губернии, церкви Троицкой священник Василий Прокофьев Бахкаловский, и двоюродная их сестра — коллежская регистраторша, а впоследствии титулярная советница Ксения Деонисьевна Гавриленкова, помещица имения, состоящего Полтавской губернии, Хорольского уезда, дачи Белоцерковской, в урочище при хуторе Пишан.   
Помещик благоприобретённого имения, 1440 десятин незаселённой земли, называемой Копытовской, состоящей Александрийского уезда, Екатеринославского н—ва, «при речке Верблюжке, по течению её с левой стороны», по купчей от 25 января (5 февраля) 1789, данной от штаб-лекаря Крыловской пограничной таможни, Александрийского уезда, коллежского асессора Саввы Романовича Копытовского. Помещик родового имения, состоящего в местечке Решетиловке, Полтавского уезда, Новороссийской губернии, в коем были «двор жилой с строением, хутор при речке Говтве с округом, пахатными и сенокосными полями и тремя хатами, садок в предместье Грицевой с двумя избами, другой на выгоне с полем, левада, называемая Куликовой, с огородом, болотом и избой, поле при урочище Гришкова озерца, нив две за городом, да лесов два, один на речке Говтве, а другой у [сельца] Чернечей  Стенки, в коем имении земли удобной  50 десятин». По купчей от 10 (21) августа 1792, данной секунд-майорше Агриппине Ивановне Тураевой, продал то имение, без крестьян, за 500 руб.  Согласно ревизским сказкам 1795, был помещиком благоприобретённого имения (крестьянская семья) в с. Мочилы, Венёвского уезда, Тульского н-ва.